# Aveta

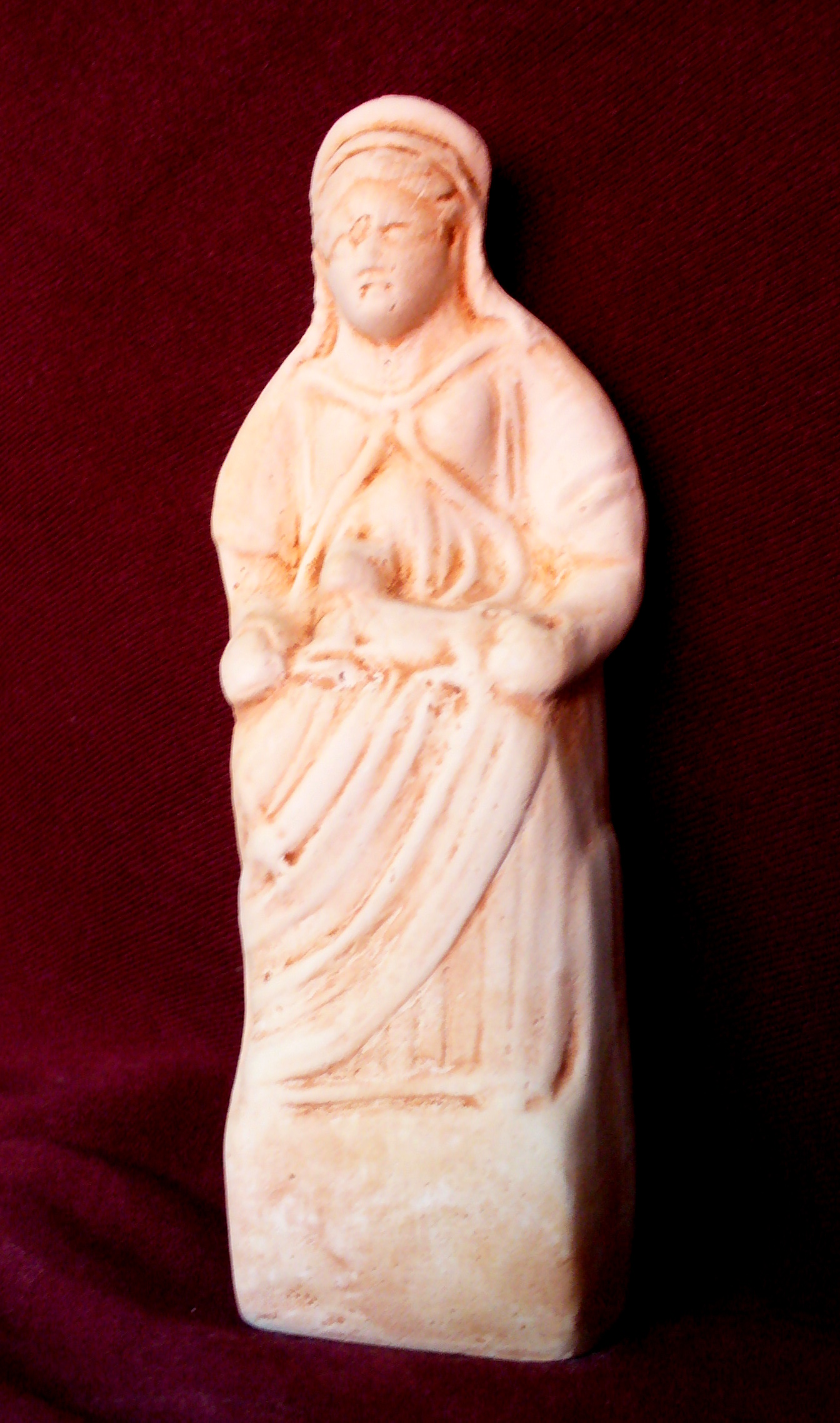
Aveta, of een vergelijkbare moedergodin, zoals zij werd afgebeeld in terracotta beelden bij de Treveri. (Replica)

Dea Aveta was een moedergodin in de Gallo-Romeinse vorm van de Keltische mythologie en daaruit afkomstig. Zij werd ook geassocieerd met de natuurlijke bron in Trier.
Aveta is vooral bekend van figurines in klei die in Toulon-sur-Allier in Frankrijk zijn gevonden. en in Trier. Deze figurines tonen de godin met kinderen aan de borst, met schoothondjes, of met manden fruit (cf. Nehalennia). Een tempel aan Aveta gewijd stond in het Altbachtal complex in Trier.
Haar naam is eveneens bekend van inscripties die in Zwitserland werden gevonden, en aan de Côte-d'Or.
Lothar Schwinden typeert de godin Ritona op basis van het beeld van de tronende godin dat in Pachten werd teruggevonden als een moedergodin, omdat het overeenkomt met het welbekende type zittende moedergodin met honden, met vruchten of met baby's op schoot.